# Chester Morris
Chester Morris, né le 16 février 1901 et mort le 11 septembre 1970, est un acteur américain.
Chester Morris est surtout connu pour son rôle dans les séries de détective Boston Blackie des années 1940.

## Carrière
Né à New York, il est le fils de William Morris (en) (1861-1936) et le frère d'Adrian Morris (1907-1941), tous deux acteurs. Il fait ses débuts à Broadway à l'âge de 15 ans dans The Copperhead d'Augustus E. Thomas. À 17 ans, il se qualifie lui-même de "plus jeune acteur romantique du pays". Sa carrière cinématographique commence en 1917 avec An Amateur Orphan.
Durant les années 1930, Morris permuta aisément entre des rôles virils et des rôles romantiques. Morris a été nommé pour l'Oscar du meilleur acteur pour Alibi en 1929, de Roland West. Il a aussi joué dans The Bat Whispers (1930), et Corsair (1931), tous deux dirigés par West. The Bat Whispers est un des premiers films à avoir utilisé la pellicule grand format 70mm. Bien que le cinéma sonore était en train de prendre son essor, les salles de cinéma ne veulent pas payer pour l'achat de projecteurs 70mm et de plus grands et plus larges écrans, alors les plus chers de l'équipement sonore. Le processus est abandonné jusqu'aux années 1950, où les studios cinématographiques veulent à nouveau attirer les clients vers le cinéma et les éloigner de leurs postes de télévision.
Son plus grand rôle est peut-être celui de John Everett, dans le film carcéral Big House (1930), qui eut un énorme succès et fut un tremplin pour sa carrière. Carrière qui décline peu à peu à la fin des années 1930 au gré des rôles dans des films de série B, tels que Smashing the Rackets (1938) ou encore Five Came Back (1939). Elle renaît dans les années 1940 avec la série des Boston Blackie de 1941 à 1949, rôle qu'il interprète à 14 reprises (tous produits par Columbia Pictures).
Durant les années 1950 et 1960, il se produit principalement à la télévision, et occasionnellement au théâtre. Après le dernier Boston Blackie, il ne joue que dans trois films, dont son fameux dernier rôle dans L'Insurgé, de Martin Ritt (1970).
Morris est atteint d'un cancer quand il se suicide dans la chambre 202 du Holiday Inn de New Hope d'une overdose de barbituriques en 1970. Au moment de sa mort, il jouait dans The Caine Mutiny Court Martial, au Bucks County Playhouse, à New Hope, en Pennsylvanie.

## Filmographie partielle

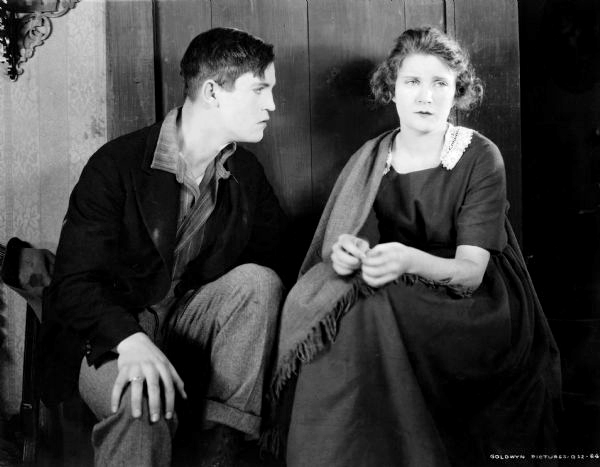
Chester Morris avec Mae Marsh dans The Beloved Traitor (1918)

- 1918 : The Beloved Traitor de William Worthington
- 1925 : L'Empreinte du passé (The Road to Yesterday) de Cecil B. DeMille : un invité
- 1929 : L'Âge ardent (Fast Life) de John Francis Dillon
- 1929 : Alibi, de Roland West : Chick Williams
- 1929 : Woman Trap, de William A. Wellman : Ray Malone
- 1930 : She Couldn't Say No de Lloyd Bacon
- 1930 : La Divorcée
- 1930 : The Case of Sergeant Grischa de Herbert Brenon : Sergent Grischa
- 1930 : Big House, de George W. Hill : John Morgan
- 1931 : Corsair (en) de Roland West
- 1932 : The Miracle Man de Norman Z. McLeod
- 1932 : La Femme aux cheveux rouges
- 1933 : Blondie Johnson de Ray Enright
- 1934 : La Joyeuse Fiancée (The Gay Bride)
- 1935 : Les Hommes traqués (Public Hero n°1), de J. Walter Ruben
- 1935 : Poursuite (Pursuit), d'Edwin L. Marin
- 1936 : Le Fils du désert (Three Godfathers) de Richard Boleslawski
- 1937 : Échec au crime (I Promise to Pay) de D. Ross Lederman
- 1937 : Flight from Glory de Lew Landers
- 1939 : Quels seront les cinq ? (Five Came Back), de John Farrow
- 1939 : Pacific Liner de Lew Landers
- 1939 : L'Étrange Rêve de Charles Vidor
- 1939 : Tonnerre sur l'Atlantique (Thunder Afloat) de George B. Seitz
- 1941 : Confessions of Boston Blackie d'Edward Dmytryk
- 1943 : Tornado
- 1943 : The Chance of a Lifetime
- 1944 : Gambler's Choice
- 1944 : Les Saboteurs (Secret Command) de A. Edward Sutherland
- 1944 : Double Exposure
- 1955 : Prisons sans chaînes (Unchained)
- 1957 : The She-Creature d'Edward L. Cahn
- 1970 : L'Insurgé de Martin Ritt